# Beloit (hrabstwo Rock)
Beloit – miejscowość w Stanach Zjednoczonych, w stanie Wisconsin, w hrabstwie Rock.